# Tanarthrus inyo
Tanarthrus inyo is een keversoort uit de familie snoerhalskevers (Anthicidae). De wetenschappelijke naam van de soort is voor het eerst geldig gepubliceerd in 1906 door Wickham.